# Días de vino y rosas
Días de vino y rosas (en inglés: Days of Wine and Roses) es una película estadounidense de 1962 dirigida por Blake Edwards y con Jack Lemmon, Lee Remick, Charles Bickford y Jack Klugman como actores principales. Fue ganadora del premio Óscar a la mejor canción, por la canción Days of Wine and Roses, y a la mejor banda sonora original, para Henry Mancini y Johnny Mercer.
Asimismo, ganó el premio Golden Laurel 1963, en las categorías de drama, mejor actriz dramática (Lee Remick) y mejor actor dramático (Jack Lemmon), el premio Concha de Plata de la edición de 1963 del Festival Internacional de Cine de San Sebastián al mejor director (Blake Edwards), al mejor actor (Jack Lemmon) y a la mejor actriz (Lee Remick), el premio Sant Jordi de 1964 a la mejor interpretación en una película extranjera (Jack Lemmon) y el premio Fotogramas de Plata de 1964 al mejor intérprete de cine extranjero (Jack Lemmon).

## Origen del proyecto cinematográfico
La película es una adaptación de un episodio dramático televisivo homónimo de mucho éxito que se había emitido en 1958 como parte de la serie de antología Playhouse 90, de la CBS, dirigido por John Frankenheimer y con Cliff Robertson, Piper Laurie y Charles Bickford como actores principales. 
Con guion del mismo autor, J. P. Miller, se esperaba que la adaptación al cine fuera dirigida por Frankenheimer; sin embargo, el productor cambió el reparto y reemplazó al director.

## Sinopsis
Joe Clay (Jack Lemmon) conoce a Kirsten Arnesen (Lee Remick), una brillante secretaria, de la que se enamora, y se acaban casando. Tienen un bebé, y todo parece ir bien. Pero Joe bebe cada vez más y, lo que es peor, arrastra también a su mujer, que es abstemia. Los dos se convierten en alcohólicos, y en sus ratos sobrios piensan en cómo dejar la bebida.

## Análisis
La película es un estudio de lo destructivas que pueden ser las adicciones en la vida moderna.
Este film muestra una particularidad con respecto al alcoholismo: la tendencia latente a adquirirlo. Joe, una vez en recuperación, discute con su “padrino” (compañero de la comunidad de Alcohólicos Anónimos que lo acompaña emocionalmente en su ardua lucha para mantenerse sobrio) acerca de la culpa que siente por haber inducido a Kirsten al alcoholismo; se siente totalmente responsable. En esa discusión surgen aspectos reveladores de las tendencias que su esposa ya tendría para desarrollar esta enfermedad, sin saberlo.
Es una película muy realista, en dos aspectos: demuestra claramente que las adicciones son enfermedades perversas porque, a diferencia de todas las otras, dependen exclusivamente de la voluntad propia para acceder a la recuperación; y que algunas personas no poseen, ni son capaces de crear para sí mismas, las herramientas necesarias para detenerlas. Recomendable para quienes son, o han sido afectados, por alcohólicos u otros adictos en su entorno más cercano.

## Reparto
- Jack Lemmon como Joe Clay
- Lee Remick como Kirsten Arnesen Clay
- Jack Klugman como Jim Hungerford
- Charles Bickford como Ellis Arnesen
- Alan Hewitt como Rad Leland
- Jack Albertson como Trayner
- Tom Palmer como Ballefoy

En el reparto también aparece Jennifer Edwards, hija del director.

## Ficha técnica
- Dirección de producción: Jack McEdwards.[6]
- Asistente de dirección: Carter de Haven, Jack Cunningham y William F. Sheehan.
- Montaje: Patrick McCormack
- Sonido: Jack Solomon
- Dirección artística: Joseph C. Wright
- Diseño de vestuario: Don Feld
- Decorados: George James Hopkins
- Maquillaje: Gordon Bau (maquillaje), Jean Burt Reilly (peluquería), Myrl Stoltz (peluquería de Lee Remick).

## Canción
El título de la canción, que a su vez da título al episodio dramático televisivo y a la película, está tomado del texto del poema de Ernest Dowson Vitae Summa Brevis:

They are not long, the days of wine and roses:

Out of a misty dream

Our path emerges for a while, then closes

Within a dream.No son largos, los días de vino y rosas:
De un sueño brumoso
Nuestro camino emerge por un momento, y luego
se cierra.
Dentro de un sueño.

La letra de la canción, obra de Johnny Mercer, es la siguiente:

The days of wine and roses

Laugh and run away like a child at play

Through the meadow land toward a closing door

A door marked 'Nevermore' that wasn't there before
A lonely night discloses

Just a passing breeze filled with memories

Of the golden smile that introduced to

The days of wine and roses and youLos días de vino y rosas
Ríe y huye como un niño jugando
A través de la pradera hacia una puerta que se cierra
Una puerta marcada "Nunca más" que no estaba allí antes

Una noche solitaria revela
Sólo una brisa pasajera llena de recuerdos
De la sonrisa dorada que me presentó
Los días de vino y rosas y ti

Trompa: Vince De Rosa.

## Premios y nominaciones

### Premios
- Óscar a la mejor canción, por la canción Days of Wine and Roses, y a la mejor banda sonora original, para Henry Mancini y Johnny Mercer.
- Golden Laurel 1963, en las categorías de drama, mejor actriz dramática (Lee Remick) y mejor actor dramático (Jack Lemmon).
- Premio Concha de Plata de la edición de 1963 del Festival Internacional de Cine de San Sebastián al mejor director (Blake Edwards), al mejor actor (Jack Lemmon) y a la mejor actriz (Lee Remick)
- Premio Sant Jordi de 1964 a la mejor interpretación en una película extranjera (Jack Lemmon)
- Premio Fotogramas de Plata de 1964 al mejor intérprete de cine extranjero (Jack Lemmon).

### Nominaciones
- Óscar al mejor actor/actriz: Jack Lemmon y Lee Remick, respectivamente.
- Óscar a la mejor dirección artística: Joseph C. Wright y George James Hopkins.
- Óscar al mejor diseño de vestuario: Don Feld.
- Premios BAFTA 1964 a la Mejor película, al mejor actor (Jack Lemmon) y a la mejor actriz (Lee Remick).
- Globo de Oro 1963: a la mejor película de drama, al mejor director (Blake Edwards), al mejor actor de drama (Jack Lemmon) y a la Mejor actriz de drama (Lee Remick).
- Golden Laurel 1963: al mejor actor de reparto (Charles Bickford) y a la mejor canción (Henry Mancini y Johnny Mercer).